# 출입처
출입처(出入處)는 기자가 취재를 담당하는 영역이다. 기자는 출입처에서 일어나는 모든 일을 취재하고 보도해야 한다. 그러나 다른 출입처에서 일어난 일이 자신의 출입처에서 일어나는 일과 비슷한 범주에 속한다고 하더라도 취재하지 않는다. 같은 출입처를 가진 기자들이 만든 단체가 출입 기자단(일본의 경우 기자 클럽)이고, 출입 기자단이 상주하는 공간이 기자실이다.

## 장점
- 출입처에 상주하면서 취재를 하기 때문에 쉽게 보도 자료를 수집하고 취재원을 확보할 수 있다.

## 단점
- 발표 언론

출입 기자들은 대개 기자실에 상주하면서 출입처에서 나오는 보도 자료에 의존해서 기사를 쓴다. 현재 대한민국의 신문과 방송에서 보도되는 뉴스의 80%가 발표 기사일 정도이다.  따라서 현장 취재에 소홀하게 되고 독자들에게 생생한 뉴스를 전달하지 못하게 된다. 또한 창의적의 뉴스 발굴에 소홀하게 되어 언론사끼리 비슷비슷한 뉴스를 양산하게 된다.
- 전문 기자 양성의 저해

대부분의 언론사가 기자들의 담당 출입처를 주기적으로 바꾸기 때문에 특정 분야만 전문적으로 취재하고 보도하는 전문 기자 양성을 어렵게 한다.